# Новосёлов, Михаил (серийный убийца)
Михаи́л Новосёлов (Сарапул, Удмуртская АССР, РСФСР, СССР) — советский и российский серийный убийца, некрофил и педофил. Убил не менее 22 человек обоих полов в возрасте от 6 до 50 лет: 16 — в России, 6 — в Таджикистане. Подозревался в 26 убийствах. Считается одним из самых кровавых преступников в истории России.

## Биография

### Первые преступления
Родился в городе Сарапуле. Был трижды судим, но не за сексуальные преступления. Первый срок получил в 17 лет: во время ссоры ранил ножом двух мужчин. После первого освобождения из колонии снял проститутку, но она грубо высмеяла его сексуальную несостоятельность. Возможно, это сильно повлияло на него.

### Убийства
Первое убийство совершил в городе Чайковский Пермской области. Жертвой стала случайная девушка. Сперва он скрылся с места преступления, но через несколько часов осознал, что испытывает к трупу влечение, и вернулся.
Легко находил общий язык с будущими жертвами, представляясь профессионалом в различных областях. Обычно убивал ударом по затылку тяжёлым предметом, затем душил и совершал половой акт с телом жертвы. Было лишь одно исключение — двойное убийство девочки и мальчика, совершённое заточенным электродом, спрятанным под седлом велосипеда.
Новосёлова долгое время не могли поймать. Он совершал преступления в разных населённых пунктах и регионах, их не сразу объединили в одну серию. Кроме того, помимо настоящего паспорта на фамилию Новосёлов, он имел два поддельных паспорта на фамилии Светлов и Шахрайзиев, а при случае пользовался характерным акцентом.
После объявления во всероссийский розыск уехал в Таджикистан, около полугода работал в психиатрической больнице в Душанбе, где его считали очень порядочным человеком с широким кругозором.

### Арест, следствие и суд
Новосёлова задержали случайно, когда он в тире Центрального парка Душанбе пытался украсть пневматическую винтовку. Был помещён в СИЗО, возбудили уголовное дело за кражу. Через несколько дней пришла информация, что Новосёлова разыскивают за 3 убийства, сопряжённых с изнасилованиями, и 9 покушений на изнасилование несовершеннолетних. На допросах маньяк признался ещё в 19 убийствах: 3 в Таджикистане и 16 в России (Поволжье, Урал, Сибирь), указав места захоронений своих жертв.
Был признан невменяемым, освобождён от уголовной ответственности и отправлен на принудительное лечение. Его дальнейшая судьба неизвестна.